# Guinevere (1999)
Guinevere is een Amerikaanse film uit 1999.

## Verhaal
Connie, een bohemiense fotograaf, ontmoet Harper, een studente van de Harvard Law School uit een San Franciscaanse familie, en merkt onmiddellijk haar schoonheid op. Hij vermoedt ook dat zij talent heeft in de fotografie en nodigt haar uit om zijn bed te delen. Hij noemt haar zijn Guinevere. Haar eerste foto is nog niet genomen, maar hij vertelt haar dat ze naar L.A. moet gaan. Op de trip erkent ze haar ontzag en haar afhankelijkheid.

## Rolverdeling
| Acteur          | Personage          |
| --------------- | ------------------ |
| Sarah Polley    | Harper Sloane      |
| Stephen Rea     | Connie Fitzpatrick |
| Jean Smart      | Deborah Sloane     |
| Carrie Preston  | Patty              |
| Carlton Wilborn | Jay                |